# Mari (deusa)
Mari, também conhecida como Mari Urraca, Anbotoko Mari ("senhora de Anboto"), Murumendiko Dama ("senhora de Murumendi"), Maiti ou Matxi) é a divindade mais importante da mitologia basca, deusa da natureza e esposa do deus Sugaara (também conhecido como Sugoi ou Maju).
De acordo com as crença basca, Mari era a personificação da grandeza e majestade das montanhas, a governante dos espíritos e dos demônios, trovões e relâmpagos, mas pode representar também a deusa da natureza e da fertilidade, reverenciada pelos povos mais antigos do Mediterrâneo.

## Etimologia
Acredita-se que Mari seja uma modificação de Emari (dom) ou Amari (mãe + o sufixo de ocupação) ao perder a primeira vogal. A proximidade dos nomes entre Maria e Mari pode ter ajudado os pagãos a adaptar sua adoração a Mari para aceitar a veneração cristã da Virgem Maria. A primeira citação escrita da Dama de Amboto foi feita por Esteban de Garibay y Zamalloa, cronista espanhol, na obra Memorial histórico español.